# Chris Barnard
Christiaan Johan „Chris“ Barnard (* 15. Juli 1939 in Mataffin bei Nelspruit; † 28. Dezember 2015 in Kapstadt) war ein südafrikanischer Schriftsteller. Er war Mitglied der Sestigers und erhielt zahlreiche Literaturpreise.

## Leben
Barnard besuchte die Hoërskool Nelspruit, die er 1957 mit dem Matric abschloss. Er studierte an der Universität Pretoria Afrikaans/Niederländisch sowie Kunstgeschichte.
1961 erhielt er für seinen Debütroman Bekende onrus den erstmals vergebenen CNA Literary Award. 1962 war er Mitbegründer und eines der jüngsten Mitglieder der Avantgardebewegung der auf Afrikaans schreibenden Sestigers. Im Alter von 25 Jahren reiste er, wie viele andere Mitglieder der Bewegung, nach Paris. Er hinterlässt ein umfangreiches Werk. Neben Romanen und Kurzgeschichten verfasste Barnard Dramen, Drehbücher – vor allem für das Fernsehen – und Hörspiele.
Chris Barnard war erstmals von 1962 bis 1978 verheiratet. 1978 heiratete er erneut. Aus den beiden Ehen hatte er vier Söhne. Er lebte zuletzt auf der Farm Thulani in der Nähe seines Geburtsortes. Barnard starb im Alter von 76 Jahren an einem Herzinfarkt.

## Werke

### Prosa
- Bekende onrus. Roman (1961)
- Die houtbeeld. Novelle (1961)
- Boela van die blouwater. Jugendroman (1962)
- Man in die middel. Roman (1963)
- Dwaal. Novelle (1964)
- Die swanesang van majoor Sommer. Novelle (1965)
- Duiwel-in-die-bos. Kurzgeschichten (1968)
- Mahala. Roman (1971)
  - deutsch als Mahala. Lübbe, Bergisch Gladbach 1984, ISBN 3-404-10367-X.
- Chriskras. Kurzgeschichten und Prosaskizzen (1972)
- Danda. Jugendroman (1974)
- Chriskras: ’n tweede keur. Kurzgeschichten und Prosaskizzen (1976)
- Danda op Oudeur. Jugendroman (1977)
- So onder deur die maan: Chriskras 3. Kurzgeschichten und Prosaskizzen (1985)
- Voetpad na Vergelegen. Jugendroman (1987)
- Klopdisselboom – die beste van Chriskras. Kurzgeschichten und Prosaskizzen (1988)
- Moerland. Roman (1992)
- Boendoe. Roman (1999)
- Oulap se blou. Kurzgeschichten (2008)
- Die wonderwerker. Biografie (2012)

### Dramen und Hörspiele
- Pa, maak vir my ’n vlieër, Pa. (1964)
- Morgen, Morgen und Morgen, ein Stück (Originaltitel: Tomorrow and Tomorrow and Tomorrow, übersetzt von Alf Leegaarad). Vertriebsstelle und Verlag Deutscher Bühnenschriftsteller und Bühnenkomponisten, Hamburg 1967, DNB 790467771.
- ’n Stasie in die niet. (1970)
- Die rebellie van Lafras Verwey. (1971)
- Iemand om voor nag te sê. (1975)
- Op die pad na Acapulco. (1975)
- ’n Man met vakansie. (1977)
- Taraboemdery. (1977)
- Paljas. (1998)

## Auszeichnungen
- 1961: CNA Literary Award für Bekende onrus
- 1968: CNA Literary Award für Duiwel-in-die-bos
- 1973: Hertzogprys für Prosa für Mahala und Duiwel-in-die-bos
- 1974: Hofmeyrprys für Mahala
- 1992: Hofmeyrprys für Moerland
- 1991: Hertzogprys für Dramen für das gesamte dramatische Werk
- 1993: CNA Literary Award für Moerland